# New York Film Critics Circle Awards 2019
Vítězové 85. ročníku předávání cen New York Film Critics Circle byly oznámeni 4. prosince 2019. Ceremoniál se bude konat dne 7. ledna 2020. Nominace byly oznámeny dne 4. prosince 2019.

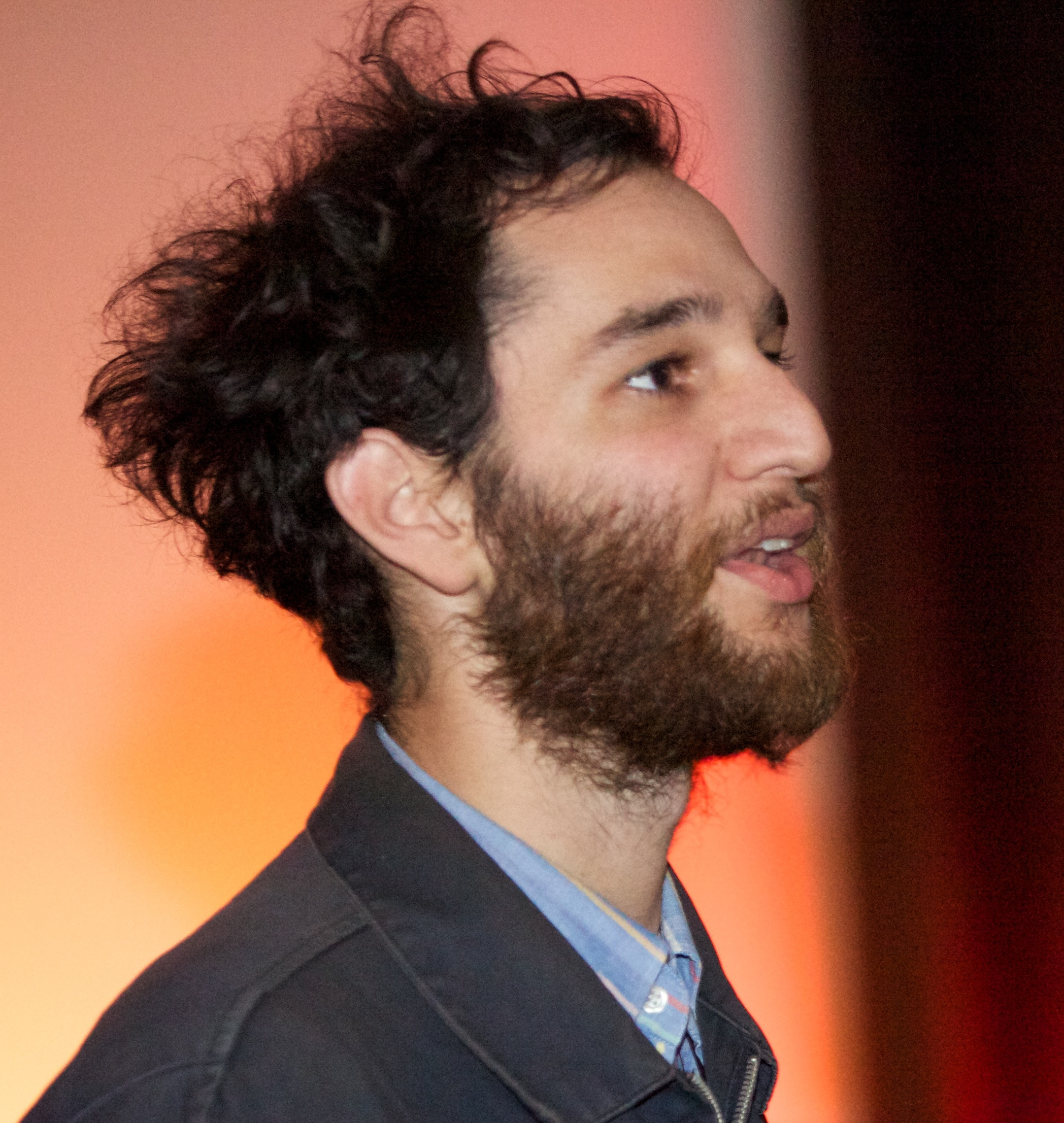
Josh Safdie se se svým bratrem Bennym se stali vítězi kategorii nejlepší režie za film Uncut Gems

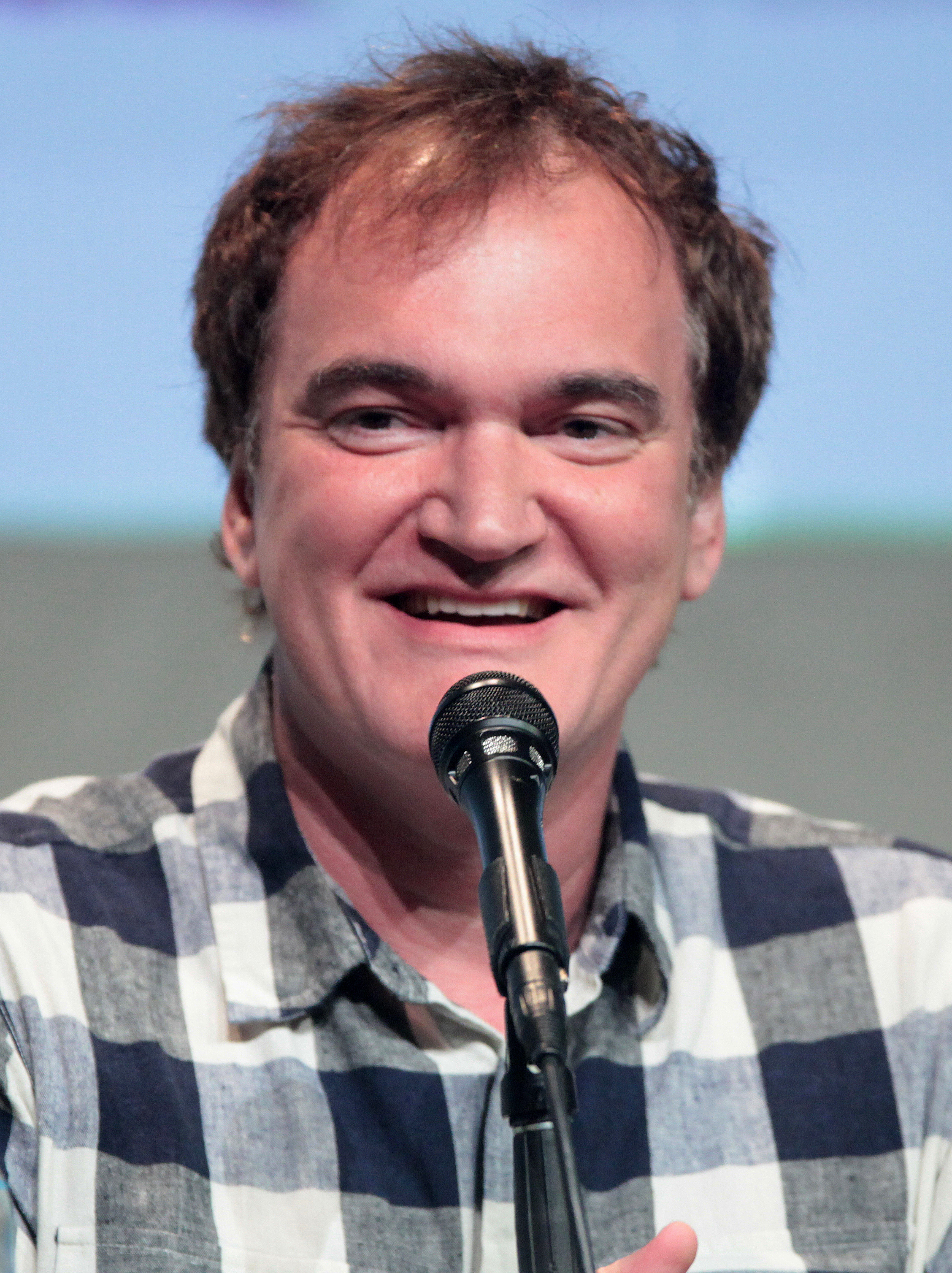
Quentin Tarantino, vítěz v kategorii nejlepší scénář za scénář k filmu Tenkrát v Hollywoodu

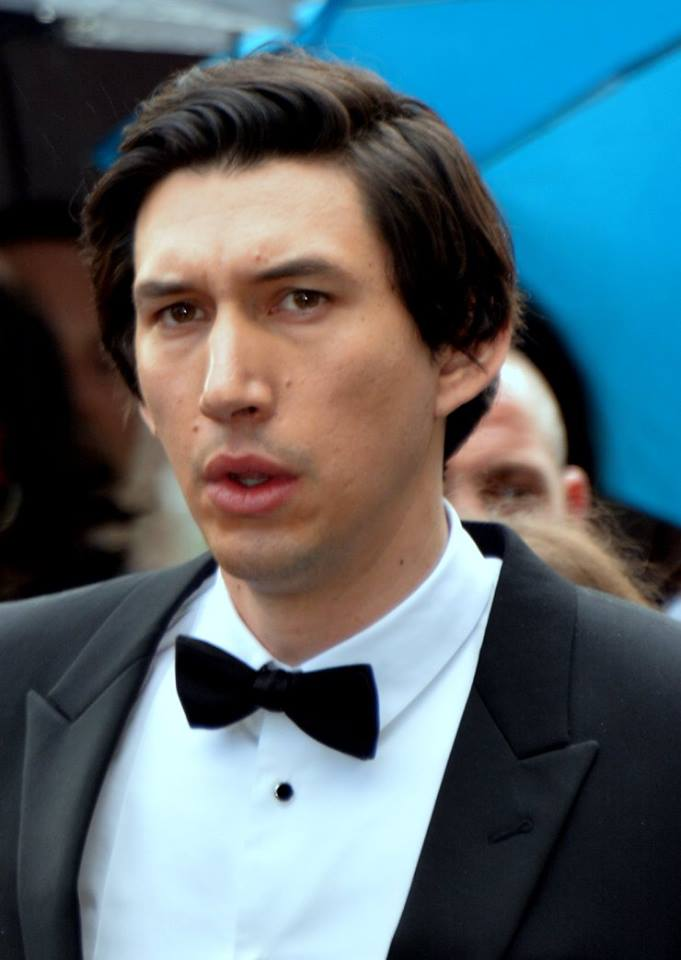
Adam Driver, vítěz v kategorii nejlepší mužský herecký výkon v hlavní roli za výkon ve filmu Manželská historie

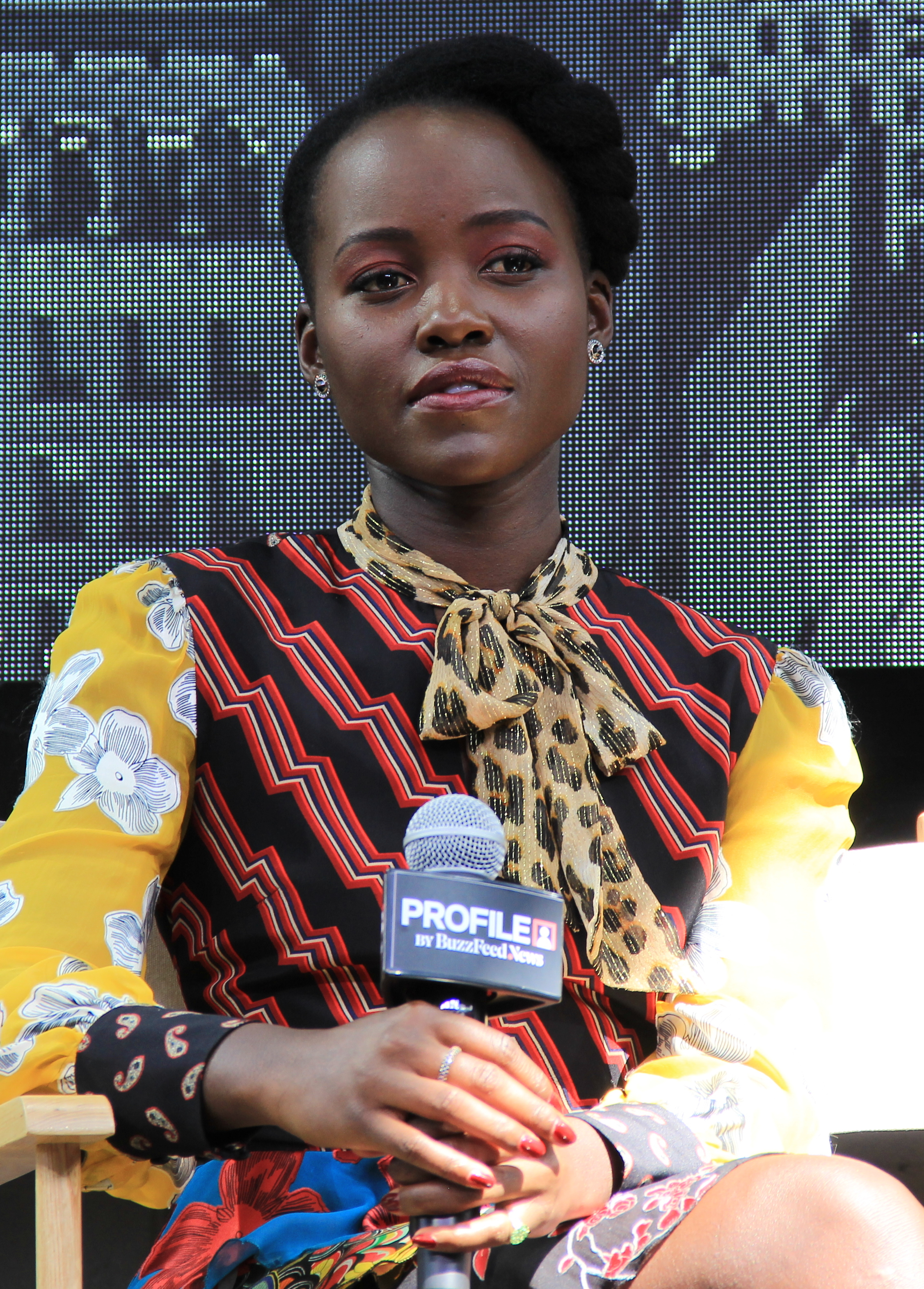
Lupita Nyong'o, vítězka v kategorii nejlepší ženský herecký výkon v hlavní roli za výkon ve filmu My

## Vítězové a nominovaní

### Nejlepší film
- Irčan

### Nejlepší režisér
- Josh Safdie a Benny Safdie – Uncut Gems

### Nejlepší scénář
- Quentin Tarantino – Tenkrát v Hollywoodu

### Nejlepší herec v hlavní roli
- Antonio Banderas – Bolest a sláva

### Nejlepší herečka v hlavní roli
- Lupita Nyong'o – My

### Nejlepší herec ve vedlejší roli
- Joe Pesci – Irčan

### Nejlepší herečka ve vedlejší roli
- Laura Dern – Manželská historie

### Nejlepší dokument
- Země medu

### Nejlepší cizojazyčný film
- Parazit (Jižní Korea)

### Nejlepší animovaný film
- Kde je moje tělo?

### Nejlepší kamera
- Claire Mathon – Portrét dívky v plamenech

### Nejlepší první film
- Mati Diop – Atlantique